# Elżbieta Mazur
Elżbieta Mazur (ur. 14 lutego 1949 w Kłodzku) – polska pianistka mieszkająca w Austrii.

## Życiorys
Ukończyła z odznaczeniem Państwowe Liceum Muzyczne w Lublinie w klasie prof. Mieczysława Dawidowicza i Akademię Muzyczną w Warszawie pod kierunkiem prof. Marii Wiłkomirskiej. Od 1981 mieszka na stałe w Wiedniu, gdzie studiowała przez kilka lat w Hochschule für Musik und darstellende Kunst w mistrzowskiej klasie prof. Paula Badury-Skody. Była stypendystką rządu austriackiego. Laureatka Międzynarodowego Festiwalu Muzyki Kameralnej w Waldviertel, w Dolnej Austrii. Koncertowała m.in. w Austrii, Polsce, Niemczech, Norwegii, Wielkiej Brytanii, d. Jugosławii, Słowacji i Węgrzech. Swoje recitale łączy często z pogadankami, w ramach cykli słowno-muzycznych.